# Čtrnáctý Doktor
Čtrnáctý Doktor je inkarnace Doktora, fiktivního hrdiny sci-fi televizního pořadu BBC Pán času. Čtrnáctého Doktora ztvárňuje skotský herec David Tennant, který předtím představoval desátého Doktora a v této roli se v pořadu naposledy objevil v roce 2013.
V rámci seriálového vyprávění je Doktor tisíciletý mimozemský Pán času z planety Gallifrey s poněkud neznámým původem, který cestuje v čase a prostoru ve své TARDIS, často se společníky. Na konci života Doktor regeneruje; v důsledku toho se mění jeho fyzický vzhled i osobnost.
Herec Ncuti Gatwa byl již dříve ohlášen jako nástupce Jodie Whittaker v hlavní roli pořadu a výslovně označen jako „čtrnáctý Pán času“ což naznačuje, že třináctý Doktor zregeneruje do inkarnace ztvárněné Gatwou. V epizodě The Power of the Doctor zregenerovala stávající Doktorka (Jodie Whittaker) do podoby podobné Desátému Doktorovi. Tato postava, ztvárněná Tennantem, byla potvrzena jako čtrnáctý Doktor, přičemž později bylo upřesněno, že Ncuti Gatwa ve skutečnosti ztvární patnáctého Doktora.
Čtrnáctý Doktor by se měl objevit ve speciálech k 60. výročí v listopadu 2023, jejichž výkonným producentem je Russell T Davies. Catherine Tate by si měla zopakovat svou roli společnice Donny Noble.

## Pozadí
Rwandsko-skotský herec Ncuti Gatwa byl v květnu 2022 oznámen jako herec, který po sérii speciálních epizod v průběhu roku 2022 převezme roli po anglické herečce Jodie Whittakerové. Ve speciálu The Power of the Doctor bylo odhaleno, že po regeneraci Doktor zregeneroval do podoby desátého Doktora (Davida Tennanta). Tennant je třetím hercem, který v seriálu ztvárnil dvě různé inkarnace Doktora, po krátkém ztvárnění Šestého Doktora Sylvestrem McCoyem během jeho regenerace v Sedmého Doktora v seriálu Time and Rani a ztvárnění Kurátora Tomem Bakerem v epizodě The Day of the Doctor. Návrat předchozího herce jako nové inkarnace Doktora navrhl již dříve tvůrce Pána Času Sydney Newman při výměně názorů s tehdejším kontrolorem BBC One Michaelem Gradem v roce 1986 po propuštění Colina Bakera; Newman konkrétně předpokládal, že Patrick Troughton, který ztvárnil Druhého Doktora, se vrátí na jednu sérii, než zregeneruje do ženské inkarnace.
Gatwa byl nakonec potvrzen v roli patnáctého Doktora, přičemž výkonný producent Russell T Davies prohlásil: „Cesta k patnáctému Doktorovi je plná tajemství, hrůzy, robotů, loutek, nebezpečí a zábavy!“. Bylo oznámeno, že Catherine Tate si zopakuje roli společnice Donny Noble (která působila po boku desátého Doktora). Davies pokračoval ve svém prohlášení a ptal se: „A jak to souvisí s návratem úžasné Donny Noble? Jak, co, proč? Dáváme vám rok na spekulace a pak se rozpoutá peklo!.“
Tennant a Tate by si měli zopakovat své role ve třech speciálních epizodách, které připomenou 60. výročí vysílání Pána Času v listopadu 2023 a Yasmin Finneyová by měla debutovat v roli nové společnice Rose.